# Ebertpark

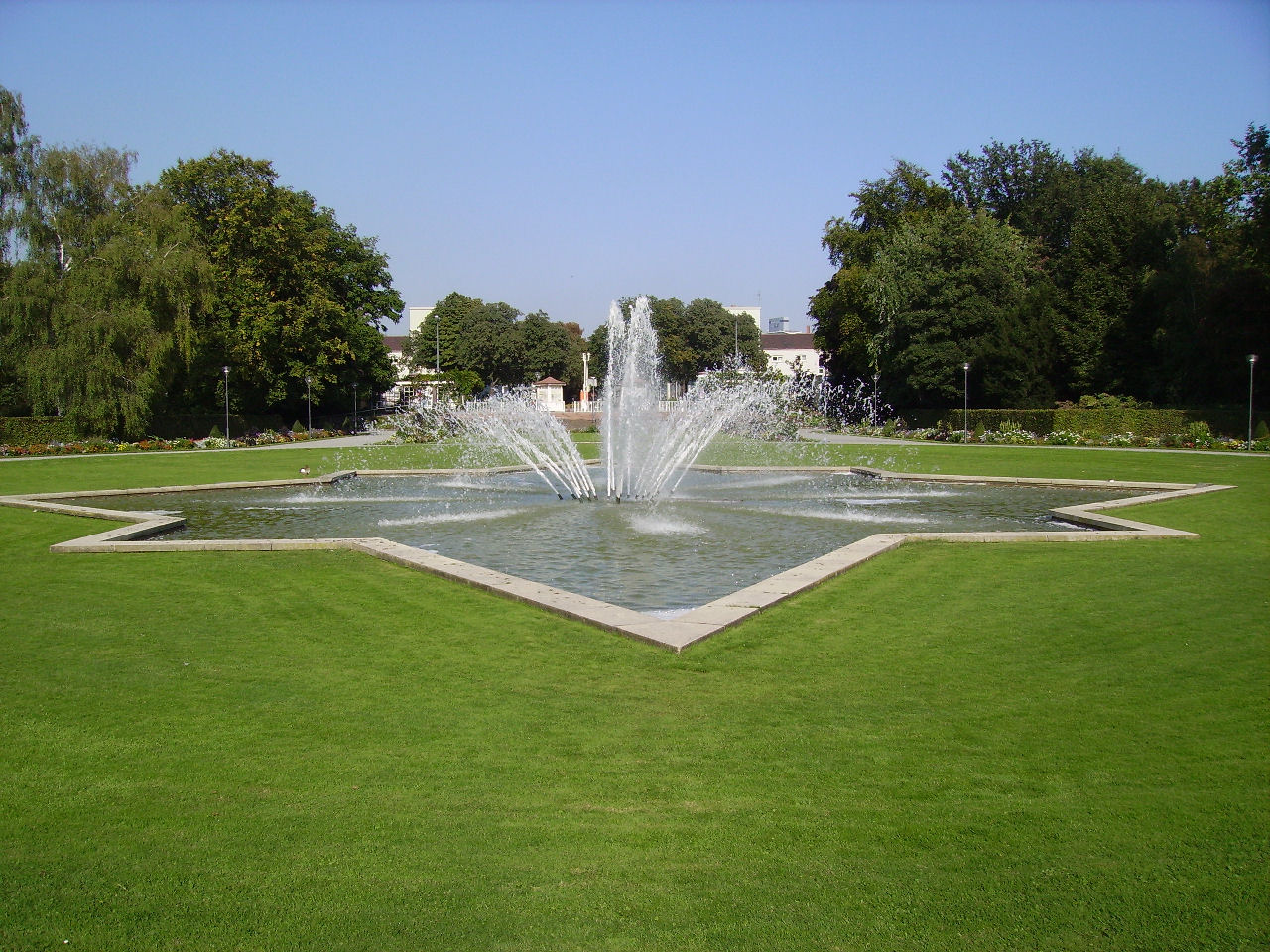
Ebertpark

Der Ebertpark ist eine Parkanlage in der Stadt Ludwigshafen am Rhein.

## Geschichte

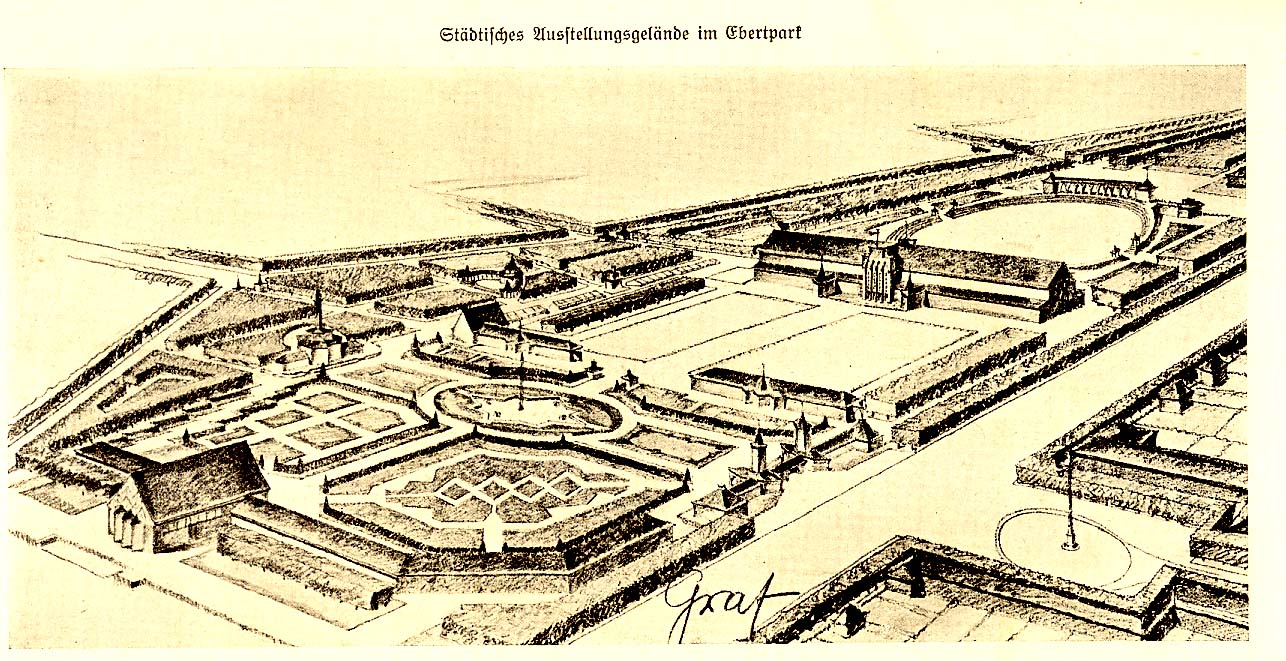
Ausstellungshallen in den 1920er Jahren

Der Park ist nach dem Reichspräsidenten Friedrich Ebert benannt und wurde am 28. Mai 1925 mit der Süddeutschen Gartenbau-Ausstellung (SÜGA) eröffnet.
Vorangegangen waren intensive Planungen zur Behebung der Folgen von Krieg und Nachkriegszeit. Ausstellungen und Messen galten damals für die Stadtverwaltung als wichtige Maßnahmen der Wirtschaftsförderung. Zuerst entschied sich die Kreisbauernkammer der Pfalz im Oktober 1924, in Ludwigshafen eine Landwirtschaftsausstellung zu veranstalten, im November schloss sich der Landesverband Pfalz e. V. im Reichsverband des deutschen Gartenbaus an. Weitere Veranstaltungen waren ein Kreissängerfest, ein Kreisturnfest und eine Kunstausstellung. Von November 1924 bis Februar 1925 ebnete der Ludwigshafener Stadtrat in mehreren Sitzungen den Weg für die Ausstellungen. Die ersten Erdarbeiten begannen bereits im November 1924.
Bei einem Ideenwettbewerb des Gartenbauverbandes siegte am 23. Januar 1925 der Entwurf Sternklar des Stuttgarter Gartenarchitekten C. W. Siegloch. Am 6. Februar 1925 war der Spatenstich für die gärtnerischen Arbeiten. In den Wochen bis zur Eröffnung musste nun mit Hochdruck an der Realisierung gearbeitet werden. Der Gartenbauverband war für die Gartenanlagen und ein Teil der Gebäude verantwortlich. Die Stadt Ludwigshafen übernahm die Entwässerung und Auffüllung des Geländes, die Errichtung der übrigen Gebäude sowie die verkehrstechnische Erschließung inklusive der Straßenbahnverbindung über Hohenzollern- und Ebertstraße.
Der Park entstand auf dem Gebiet eines ehemaligen versumpften Altrheinarms mit bis zu drei Meter tiefen, binsenbewachsenen Tümpeln, den Friesenheimer Erdlöchern, im Norden auch Riedsaumwiesen genannt. Zeitweise mehr als 1000 sogenannter Notstands-Arbeiter, die durch das Projekt zum ersten Mal wieder einen Verdienst erhielten, wandelten nach den Plänen von Siegloch und der Stadt das kaum genutzte Altrheingebiet innerhalb weniger Monate in das Ausstellungsgelände um.
Sieglochs Motto Sternklar zeigt sich im Eingangsbereich mit dem achteckigen Sternenbrunnen, dessen Fontänen auch heute noch springen.
Sehr zeitnah nach dem Ende der SÜGA war den städtischen Verantwortlichen klar geworden, welche wertvolle städtebauliche Bereicherung der junge Park geworden war. Daher begannen bereits ab 1927 die ersten Planungen zur Erweiterung, die in den Folgejahren schrittweise realisiert wurden. Wichtige Fortschritte waren im Jahr 1927 der Bau der Konzertmuschel und die Erweiterung nach Südosten mit dem Parkweiher und dem Teichcafe. In der Zeit des Nationalsozialismus trug der Park die Bezeichnung Hindenburgpark. Bis zu Beginn des Zweiten Weltkrieges wurden viele Wegeführungen verändert und erneuert und man legte ein Tiergehege und einen Tropengarten an. In den Nachkriegsjahren vollzogen sich dann der Wiederaufbau bis etwa Mitte der 50er Jahre und die Neugestaltung des im Zweiten Weltkrieg teilweise zerstörten Parks, wobei viele der ursprünglichen Gestaltungsideen erhalten blieben und neue Elemente harmonisch hinzugefügt wurden.

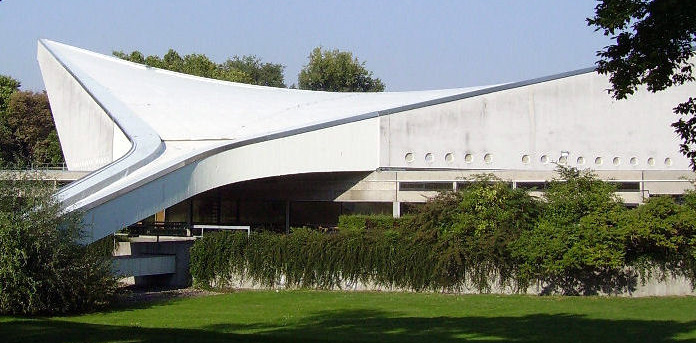
Eberthalle

Im Park befindet sich die 1965 fertiggestellte Friedrich-Ebert-Halle mit ihrer segelförmigen Dachkonstruktion, die von dem Wiener Architekten Roland Rainer entworfen wurde. Sie wird für Sportveranstaltungen, Messen, Ausstellungen und Konzerte genutzt (wie zum Beispiel bis 2007 die Verleihung der Goldenen Stimmgabel).

## Nutzung
Nach Einschätzung des Freundeskreises Ebertpark ist dieser „während der letzten 50 Jahre zu einem der bedeutendsten innerstädtischen Naherholungsgebiete geworden“. Der vom Haupteingang aus sichtbare Turm wurde einer barocken Orangerie nachempfunden und beherbergt ein Restaurant. Davor steht die Bronzeplastik eines Bogenschützen, die vermutlich auf den Berliner Bildhauer Ernst Moritz Geyger (1861–1941) zurückgeht und die eine Wiederholung einer überlebensgroßen Figur des Künstlers ist, die sowohl im Park von Schloss Sanssouci als auch im Rosengarten (Dresden) steht.
Im Park gibt es u. a. eine Minigolf-Anlage, Bolz- und Spielplätze sowie Boule-Bahnen. Eine Reihe von verschiedenen Sondergärten, wie z. B. ein Rosengarten, ein Blindengarten und ein Quellgarten mit verschiedenen Wasserbecken, gestalten den Park. Ein bis 2022 bestehender Kleintierzoo mit Kaninchen, Ponys, Ziegen und Schafen musste aufgegeben werden.
Im Sommer werden gelegentlich in der Konzertmuschel musikalische Darbietungen veranstaltet. Auf dem Gelände vor der Friedrich-Ebert-Halle findet im Juni das Parkfest statt, das größte Volksfest Ludwigshafens, seit 2022 unter dem Namen „Pfalzfest“. Von 1995 bis 2015 wurde hierbei auch die „Miss Ludwigshafen“ gewählt.